# Manaure (Cesar)
Manaure is een gemeente in het Colombiaanse departement Cesar. De gemeente, gelegen in de Serranía del Perijá kent grote hoogteverschillen (360 tot 2800 meter) en telt 6883 inwoners (2005). De rivier Manaure stroomt door de gemeente.
Aguachica · Astrea · Becerril · Bosconia · Chimichagua · Chiriguaná · Agustín Codazzi · Curumaní · El Copey · El Paso · Gamarra · González · La Gloria · La Jagua de Ibirico · La Paz Robles · Manaure · Pailitas · Pelaya · Pueblo Bello · Río de Oro · San Alberto · San Diego · San Martín · Tamalameque · Valledupar